# قرامان
قرامان (به ترکی استانبولی: Karaman) یکی از شهرهای ترکیه است.
این شهر در شمال رشته‌کوه توروس و در حدود ۱۰۰ کیلومتری جنوب قونیه واقع شده و مرکز استان قرامان است.
جمعیت این شهر در سال ۲۰۰۰ میلادی ۱۰۵٬۸۳۴ نفر بود.
موزه قرامان از نقاط دیدنی این شهر است.

## تاریخچه
نام این شهر از نام قره‌مان‌بیگ از فرمانروایان امارت قرامان گرفته شده‌است. نام پیشین آن لارنده بود که یونانی است ولی ریشهٔ آن از زبان لوویایی و به معنی شنزار است.
حافظ ابرو در ذیل جامع‌التواریخ گوید: لارنده (کوه) از محکمترین قلاع آسیای صغیر که امیراعظم تیمورتاش برای اقامت خود اختیار کرد.
سلطان ولد فرزند مولانا جلال‌الدین محمد مولوی در این شهر به دنیا آمده‌است.
ابن بطوطه که لارنده را در قرن هشتم دیده گوید:《شهری زیبا است و در وسط باغستانی واقع است و آب فراوان دارد》. در اواخر قرن هشتم سپاهیان تیمور آن‌را به تصرف خود درآورده به باد غارت دادند ولی بعدها این شهر دوباره آباد گردید و رونق سابق را به دست آورد.